# Heimioporus nigricans
Heimioporus nigricans är en svampart som först beskrevs av M. Zang, och fick sitt nu gällande namn av E. Horak 2004. Heimioporus nigricans ingår i släktet Heimioporus och familjen Boletaceae.   Inga underarter finns listade i Catalogue of Life.